# Giuseppe Murnigotti
Giuseppe Murnigotti (Martinengo, 1834 – Nizza, 1903) è stato un inventore italiano.
È noto per essere l'inventore della motocicletta con motore a combustione interna,.

## Brevetti
Murnigotti brevettò cinque progetti

### Metodo per comprimere pietre cementizie
Ufficio brevetti Reg.ro Gen.le Vol.e 14 N 11047
Reg.ro Gen.le Vol.e 14 N.o 11047
Descrizione
del trovato che ha per titolo
~ Nuovo metodo per comprimere pietre cementizie. ~
Constata la convenienza di comprimere fortemente l'impasto di sabbia e cemento negli stampi degli oggetti che si vogliono confezionare torna necessario di affidare alla macchina questa azione del comprimere, poiché gli operai non possono spingerne la forza fino a tale punto che raggiunga il grado desiderato né mantenere quella uniformità nel colpo che v alga a formare una massa egualmente compatta in ogni sua parte. – La difficoltà principale da superare nell'ideare questa macchina consiste nel trovare modo che il pistone formi sempre la stessa alzata per prendere colpo mentre continua ad alzarsi tutto il pestello in corpo per il crescere dello impasto sullo stampo. Questa manovra si ottiene così; vedi figure I II VI. Un'asta dentata A chiuse ed unita fra due aste sporgenti b b scorre verticalmente in una custodia C guidata da quattro rulli D G – Uno scatto e imperniato in e ' ferma all'uopo l'asta dentata quando questo si incastra in uno dei denti dell'asta. Lo scatto è tenuto aderente all'asta dal suo stesso peso o da una molla f mentre può essere alzato dalla leva g, mossa da una fune legata al braccio dell'operaio, oppure dall'asta a dente h .  ...

### Costruzione di gallerie a cunei di cemento
Ufficio brevetti Reg.ro Gen.le Vol.e 17 N 15688
Archivio Centrale di Stato, Roma
Reg.ro Gen.le Vol.e 14 N.o 11047
Descrizione
del trovato che ha per titolo
Nuovo metodo di costruzione di gallerie a cunei di cemento immaschiantisi,
procurando in questa lo scolo continuo delle acque.
L'inventore ha ideato il modo di costruire gallerie con cunei di calcestruzzo di cemento idraulico predisposti e stagionati prima di porli in opera.
L'armilla di questa galleria è detta formata di questi cunei esattissimi nella loro forma perché fabbricati col getto di calcestruzzo in appositi stampi.
Come si vede nelle fig. 1 e 2, la disposizione dei filari orizzontali di questi cunei è tale che tutti i filari dispari sporgono dieci e più centimetri dai filari pari e questo, oltreché servire a rendere sfalsate le connessioni verticali, fa sì che l'ultimo Anello verso il cunicolo d'escavo A presenti delle immorzature o dentelli che permettono di legarlo con quello che si costruisce per sostenere l'escavo fatto della profondità dell'asse stesso.
L'escavo procede in tal modo molto limitato dalla sua profondità, cioè quanto abbisogna per farvi stare un anello completo di cunei.
Però avviene moltissime volte che durante le escavazioni, si presentano degli scoli d'acqua, la quale raccogliendosi in a sul fondo dell'escavo ne disturba l'escavazione e molto più disturba la posizione in opera dei pezzi di platea che formano la base di ogni anello.
Ad ovviare a questo inconveniente, servono i condotti o intubamenti x x aperti nella platea stessa, i quali sono destinati a portar fuori della galleria tutte le acques che di raccolgono in a, senza che vi sia bisogno di condurle con intubamenti lungo
e sopra la platea della galleria con non poco disturbo dei lavori di costruzione. Detti scoli si possono anche raccogliere nei pozzetti b (fig. 3 e 4), e di là estrarli con un corpo di tromba c . ...

### Mantellata per le sponde dei fiumi
Ufficio brevetti Reg.ro Gen.le Vol.e 14 N 21866
Archivio Centrale di Stato, Roma
Reg.ro Gen.le Vol.e 17 N.o 15688
Descrizione del trovato
che ha per titolo Nuova mantellatura a difesa delle sponde e degli argini dei fiumi
Il principio consiste nello stare fuori acqua e fabbricare e distendere sul fondo e sulle sponde dei fiumi, anche in piena, una martellatura pieghevole formata da pietra artificiale o naturale collegati da fili metallici.
La mantellatura, che si propone più conveniente, è composta di due specie di lastroni di buona pietra cementizia, fabbricata coll'impastare cemento idraulico del migliore con sabbia silicea o ghiaietto o pietrisco, e gettando poi l'impasto in stampi predisposti della figura voluta. La fig. 3 rappresenta un lastrone B della prima specie. Esso è munito da fori a attraversanti la lastra nella direzione della punteggiata, o da occhioli a' o meglio da forchette a” con apposita spranghetta di ferro b . Le fig. 5 e 6 rappresentano un lastrone C della seconda specie, munito egualmente di fori o di occhiali o di forchette, come è indicato in disegno.

### Velocipedi con motore a gas
Nel 1879 presentò la sua invenzione all'Ufficio brevetti. Per la prima voltra vi si descriveva il progetto di una motocicletta a due tempi a combustione gassosa (suggerito l'uso dell'idrogeno) e di un triciclo con lo stesso motore e con la possibilità di trasportare due passeggeri. È la prima idea del taxi.
Murnigotti non costruì mai un prototipo ma esisteva un modellino al Museo della Scienza e della tecnica di Milano.
Ufficio brevetti Reg.ro Gen.le Vol.e 13 N 10672
Archivio Centrale di Stato, Roma
Reg.ro Gen.le Vol.e N.o 10672
Descrizione
Del trovato che ha per titolo Velocipede con motori a Gaz.
La presente invenzione consiste nel mettere in moto un Velocipede usando della forza sviluppata dai gaz esplodenti, cioè sostituendo la forza di un motore a gaz infiammabile a quella che fa il Velocipedista.
Da una formula trovata dal matematico MacQuorn Rankine risulta che la forza che sviluppa un Velocipedista per muovere a corsa ordinaria il proprio velocipede è uguale a quello che lo stesso Velocipedista eserciterebbe per salire ad un'altezza uguale ad un quarantesimo del viaggio percorso. Per esempio, con lo sforzo fatto per percorrere un Chilometro, salirebbe ad un'altezza di 25 metri. Ora, secondo Morin, un uomo salendo va di una velocità di Mhertz 0,15 al minuto secondo, sviluppando Kilogrammetri 9,75, ciò che vale a dire che in due minuti primi e 46 secondi salirà all'altezza di 25 metri, e per caso nostro che un velocipedista percorrerà in egual tempo 1000 metri, che equivale a circa 20 Kilometri ogni ora consumando una forza di Kgm 9,75 = 0,13 (Kgm = Kilogrammetri) di Cavallo Vapore. ...
Nel 2005 la rivista dell'ACI, La manovella, pubblicava la storia del brevetto della motocicletta elaborato da Murnigotti.

### Velocigrafo per locomotive
Ufficio brevetti Reg.ro Gen.le Vol.e 15 N 12471
Archivio Centrale di Stato, Roma
Reg.ro Gen.le Vol.e 15 N.o 2441
Descrizione
del trovato che ha per titolo Velocigrafo per locomotive
Lo scopo e lo spirito del trovato viene indicato dal titolo stesso; consiste cioè in un apparato che segna graficamente su foglio di carta la velocità di una locomotiva e lo spazio da questa percorso in relazione col tempo. Consta quindi di un orologio A; di un foglio di carta avvolto su di un tamburro B il quale tamburro ha per suo asse b il prolungamento di quello che nell'orologio porta la freccia indicatrice dei minuti, quindi fa con quello una intiera rivoluzione in un'ora; consta per ultimo di una penna a puntale destinata ad abbassarsi sul tamburo B segnando un punto ogni un dato numero di giri dell'asse delle ruote della locomotiva col quale è legata in sistema per mezzo di meccanismi variabili dei quali indicheremo in seguito i più adatti.
L'orologio A deve essere tale da mantenersi in esatto movimento in onta al sussulto della locomotiva e deve portare una molla forte in modo da far ruotare coll'orologio il tamburro B ed anche la vite D posta con esso in movimento per mezzo delle due ruote dentate E ed F, la prima imperniata con essa vite e ingranante coll'altra ruota uguale Ö imperniata sull'asse b . ...

## Urbanistica

### Milano: Parco Sempione e nuovi quartieri
Fu uno dei fondatori dell'ordine degli ingegneri e architetti di Milano.
Una società aveva progettato e ottenuto il permesso di costruire dei quartieri nell'area dietro il Castello Sforzesco, adibita in passato come piazza d'armi, e non più usata per lo spostamento delle caserme in zona decentrata.
Murnigotti svolse un'attività frenetica di progettazione e di convincimento dell'ordine degli ingegneri e architetti, per salvare come parco la piazza d'armi, costruendo sui bordi dei nuovi quartieri e la Stazione Nord (ferrovie).
Riuscì a far cambiare le decisioni dell'Amministrazione comunale e si deve a lui la creazione del Parco Sempione e il mantenimento di quell'area verde.
Esistono quattro memorie relative a questa sistemazione:
- I nuovi quartieri di Milano Progetto dell'ingegner Murnigotti	19-12-82
- Nuovi quartieri di Piazza d'Armi Memoria al Collegio Ing. Arch	 Fine 82
- Nuovo studio sui progettati Quartieri di Piazza d'Armi	83
- I Nuovi quartieri di Milano Memoria dell'Ingegnere Giuseppe Murnigotti, 1884

Vedi Nuovi quartieri e Piazza d'armi.

### Bergamo: nuovo centro
progetto del nuovo centro della città
La parte tra i due borghi storici di Bergamo era occupata da una fiera settecentesca che veniva aperta solo nel mese di agosto in occasione della festa del patrono, Sant'Alessandro.
Murnigotti propose un suo piano che venne all'inizio accettato (1891); richiesto di varianti presentò un secondo progetto nel 1900 .
Esistono due memorie presentate al consiglio comunale di Bergamo
La prima Progetto di trasformazione dei Fabbricati di Fiera ed adjacenze del 1892 e la seconda del 1900 con titolo Secondo progetto di trasformazione dei caseggiati della fiera di Bergamo.
Poi si passò a un concorso che fu ripetuto e la seconda volta fu scelto un progetto di Piacentini, che divenne poi l'architetto del regime fascista.
La gestazione del progetto fu lunga e fu sottoposta a molte variazioni, ma poi si tornò praticamente al progetto di Murnigotti, che aveva come base l'idea di costruzioni di basso livello per non disturbare la vista dell'alta città.
Questo argomento è stato oggetto di una tesi di laurea in Architettura, Politecnico di Milano, D.ssa Giudicatti Stefania nell'anno 2002 con titolo Intervento piacentiniano in Bergamo bassa.
Vedi Fiera di Bergamo.

## Idraulica

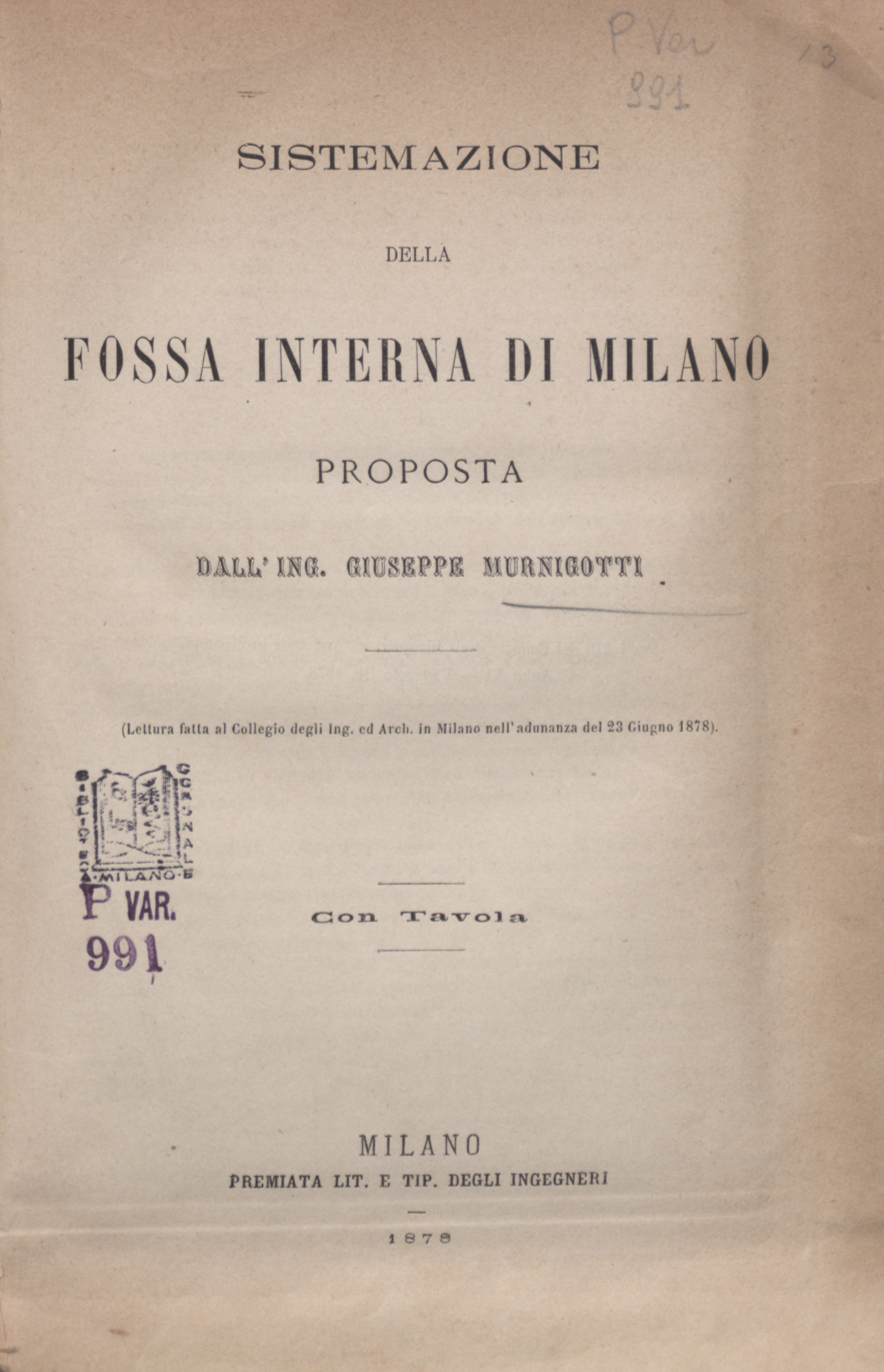
Sistemazione della fossa interna di Milano (1878)

### Progetto per l'allargamento del Canale di Suez
Era stato deciso di piortare il canale di Suez da 22 a 60 metri.
Anche qui Murnigotti presentò al concorso un suo progetto: ideò una tecnica innovativa che utilizzava dei cassoni con i quattro lati smontabili dopo la gettata del calcestruzzo e ridisponibili più avanti, utilizzando i volumi già gettati come basi per le idrovore e per le macchine per gettare il calcestruzzo.
Titolo:
PROJET D'ELARGISSEMENT DU CANAL EN SUBSTITUANT AUX BERGES EN TERRE, ACTUELLEMENT EXISTANTES, DEUX MURS DE SOUTÈNEMENT, FORMÉS EN MORTIER HYDRAULIQUE, D'APRÈS LE SYSTÈME SPÉCIAL INVENTÉ PAR L'INGÉNIEUR JOSEPH MURNIGOTTI
Tipografia Croci, Gallarate 1884, vedi Biblioteca Braidense di Milano

### Nuovo metodo per proteggere le sponde dei fiumi
La mantellata che egli ideò, protetta dal brevetto suddetto, era basata su una tecnica di disposizione di pietre cementizie esagonali che si incastravano tra loro e venivano guidatn nella discesa e tenute in sito da cavi di ferro che scorrevano dentro occhietti inseriti nelle pietre stese.
Oltre al brevetto sopra accennato Murnigotti presentò una memoria, corredata da tre tavole con appendice illustrante le tecniche oratiche di Installazione, dal titolo Nuova mantellata a difesa delle sponde dei fiumi
Riportata nella rivista Il Politecnico, Giornale dell'ingegnere architetto civile e industriale, anno XXX num. 3-4 pag. 129

### Navigli di Milano
Per la manutenzione, pavimentazione e pulizia dei navigli Murnigotti scrisse dei progetti innovativi che furono in parte recepiti.
Titolo della memoria: Sistemazione della fossa interna di Milano
Lettura fatta al Collegio degli Ingegneri ed Architetti il 23 giugno 1878.
Memoria : Pavimentazione della fossa interna di Milano.
Un sunto fu presentato anche alla Società Italiana di Igiene nel 1880, successivamente riportato nel Giornale della SOCIETÀ ITALIANA D'IGIENE - Anno II, N. 5.
Vedi Navigli e
Drenaggio e fossa

### Nuovo metodo per diaframmi e fondazioni
Memoria con titolo:
Nuovo sistema per diaframmi e fondazioni, da adoperarsi principalmente nelle opere idrauliche.
Lettura fatta all'adunanza dell'ordine degli ingegneri ed architetti il 26 novembre 1882.

## Opere
- Giuseppe Murnigotti, Sistemazione della fossa interna di Milano, Milano, Premiata tip. e lit. degli Ingegneri, 1878.
- Giuseppe Murnigotti, Il drenaggio per la città di Milano, [Milano], [Premiata Tipo-Litografia degli Ingegneri], [1890].